# Данібальд (герцог Гаетанський)
Данібальд (лат. Danimboldus, італ. Dannibaldo), герцог Гаетанський (1066—1067) за призначенням сюзерена князя Капуанського Річарда I після бунту Ландо.
Впродовж свого короткого правління видав три нормативні акти Codex Caietanus та був заміщений норманським ватажком Годфридом Ріделем.